# Gianluca Esposito
Gianluca Esposito (Atri, 3 settembre 1972) è un musicista e compositore italiano.
È principalmente sassofonista. Il suo stile spazia da un jazz classico, ad uno più moderno, versatile e aperto alle influenze.

## Biografia
All'età di sette anni inizia a suonare il sassofono. Le sue prime esperienze musicali girano intorno alla musica leggera, per poi dedicarsi agli studi accademici.
Consegue il diploma al conservatorio di L'Aquila.
All'età di diciotto anni si avvicina al mondo del jazz e da allora tutte le sue attività, produzioni e studi sono rivolti a questo genere musicale.
Fin da subito sviluppa esperienze e collaborazioni con apprezzati musicisti del settore.
Studia con Stefano Cantini, alla Siena Jazz, per cinque anni conseguendo una borsa di studio. Nel 1997 partecipa ad un seminario con Francesco Santucci e Gianni Basso.
Nel 1998 partecipa ai seminari estivi Del Berklee College di Boston.
Dopo aver seguito un corso con Bill Pierce, viene premiato con la borsa di studio più alta e inviato negli USA per perfezionarsi.
Ha inciso con Steve Grossman, Mike Stern, Alex Acuña e molti altri musicisti.
Dal 1994 è membro stabile del quartetto "Zinideville" e del quintetto "Archivi Sonori", diretto dal bassista acustico ed elettrico Maurizio Rolli. Ne fanno parte inoltre, Diana Torto alla voce, Angelo Canelli al pianoforte e Paolo Corsi alla batteria.
Ha collaborato con diversi jazzisti e musicisti, come ad esempio Paolo Fresu, Ettore Fioravanti, Massimo Manzi, Fabrizio Bosso, Gunther Schuller, Paolo Damiani e molti altri.

## Discografia

### Album
- Little Groove (2001)
- A Conversation with a Big Man (Feat. Steve Grossman) (2003)
- Biancoscuro (2011)
- The Hammer (2016)
- After Midnight (Analog) (2017)

#### Collaborazioni
- Alfredo Sogna - Nella Poesia c'è musica. (1996)
- Zinideville - Jatzia. (1998)
- Orchestra Contemporanea di Tony Fidanza - No Music (feat. Maurizio Giammarco e Fabrizio Bosso.) (1998)
- Alfredo Sogna - La città di Mafalda (1999)
- Paolo Giordano - Kid in a toyshop (feat. Michael Manring e Alex Acuña) (2000)
- Maurizio Rolli e A.M.P. Big Band - Moodswings (feat. Mike Stern) (2001)
- Walter Gaeta - Oktogon (2003)
- Maurizio Rolli e Archivi Sonori - Archivi Sonori (2003)
- Wide Christmas - Jazz Christmas Songs (2003)
- Giò Di Tonno - Buon Natale (2005)
- Alfredo Impullitti - Interamnia Jazz Orchestra (2005)
- Leo Quartieri - Jazz Big Band (2005)
- Angelo Canelli - Angelo Canelli plays the music of Sting (2005)
- R.A.R.E. - R.A.R.E. (2006)
- Maurizio Rolli - Rolli's Tones (2009)